# Rožďalovice (stacja kolejowa)
Rožďalovice – stacja kolejowa w miejscowości Rožďalovice, w kraju środkowoczeskim, w Czechach. Znajduje się na wysokości 205 m n.p.m..
Jest zarządzana przez Správę železnic. Na stacji istnieje możliwości zakupu biletów i rezerwacji miejsc. 

## Linie kolejowe
- 061 Nymburk - Jičín